# Georgios Sekeris
Georgios Sekeris (în greacă Γεώργιος Σέκερης; n. secolul al XVIII-lea – d. 12 noiembrie 1822, Tripoli, Peloponez, Grecia de Vest și Insulele Ionice⁠(d), Grecia) a fost un membru al organizației secrete grecești Filiki Eteria și luptător în Războiul de Independență al Greciei. El a fost prima persoană care a devenit membru al Filiki Eteria, în afara fondatorilor, fiind inițiat la Moscova de Nikolaos Skoufas în 1814.

## Biografie
A fost fratele mai mic al lui Panagiotis și Athanasios Sekeris. Și-a început educația la cunoscuta școală din orașul Dimitsana, iar mai târziu, în 1808, l-a urmat pe fratele său, Panagiotis, la Constantinopol, unde și-a continuat studiile. Georgios nu a dorit să devină comerciant precum fratele său mai mare, ci a vrut să urmeze studii militare. În 1811 Panagiotis Sekeris l-a trimis să studieze la centrele intelectualilor greci (București, Iași, Moscova, Viena). În 1813 a ajuns la Paris, unde l-a cunoscut pe scriitorul grec Adamantios Korais. În 1814 Georgios a călătorit la Moscova, pentru că dorea să-l viziteze acolo pe fratele său, Athanasios. În timpul șederii sale în Rusia, l-a întâlnit pe Athanasios Tsakalov, un cunoscut de la Paris, care i-a vorbit despre obiectivele organizației secrete Filiki Eteria, pe care o înființase recent împreună cu Nikolaos Skoufas și Emmanuil Xanthos. Georgios a devenit prima persoană care a fost inițiată ca membru al Filiki Eteria. Pe drumul de întoarcere la Paris, a trecut prin Viena, unde l-a cunoscut pe Anthimos Gazis, preot și cărturar din localitatea Milies in Pelion, și l-a inițiat ca membru al Filiki Eteria.
După izbucnirea Revoluției Grecești, el a decis să se întoarcă în patria sa. A plecat de la Marsilia la 18 iulie 1821, cu nava pe care o închiriase Alexandros Mavrokordatos, și a ajuns la Missolonghi pe 21 iulie. De la Messolonghi a mers în tabăra de la Trikorfa, unde se afla Dimitrios Ipsilantis. Georgios l-a urmat pe Alexandros Mavrokordatos la Zarakova, unde conducătorii locali se adunaseră (proestoi) pentru a alcătui corpul de conducere al țării. Când s-a întors la Trikorfa, începuse deja asedierea orașului Tripoli. În timpul asediului, Georgios s-a remarcat prin calitățile sale deosebite și prin vitejia sa. A fost numit inițial comandant al oștilor mantineene, dar mai târziu atribuțiile sale au fost reduse și i s-a încredințat comanda oștilor din provincia Tripoli. S-a distins în asedierea Vechiului Patras din 9 martie 1822 și a luat parte la bătăliile de la Dervenakia, Agios Sostis și Agionori din 26-28 iulie 1822.
După ce armata turcă a lui Mahmud Dramali Pașa a fost înfrântă și s-a retras spre Corint, oștile grecești comandate de Theodoros Kolokotronis au pornit în urmărirea sa și au asediat orașul Corint. În acest timp, militarii originari din Tripoli au rămas la Dervenakia sub conducerea lui Georgios Sekeris. Epuizat de greutățile războiului, Sekeris s-a îmbolnăvit și a fost transportat la Tripoli, unde a murit pe 12 noiembrie 1822.